# スポーツ器具
スポーツ器具（スポーツきぐ、英：Sporting equipment, または sporting goods）とはスポーツのために用いられる様々な物品のことである。スポーツ用具（スポーツようぐ）、またはスポーツ用品（スポーツようひん）ともいう。
スポーツの定義の変化によりトレーニング用品やアウトドア用品、カー用品、オートバイ用品、チェスやeスポーツなどのゲーム用品なども含む場合もある。
スポーツ器具の進歩により、スポーツのルールそのものが変わる場合がある。
スポーツを競うために使用されるツール、材料、アパレル、およびギアであり、スポーツによって異なる。装備は、ボール、ネット、ヘルメットなどの保護具まで及ぶ。
スポーツは怪我を防ぐためにより多くの保護具を必要としていくため、時間の経過とともにスポーツ用品は進化してきた。

## ゲーム器具

### ボール
多くの場合、ボールはスポーツに必要なものであり、回転する。スポーツで使用されるボールは通常球形。ボールの名はサッカーボール、アメリカンフットボール、ベースボール、バスケットボールなどスポーツ名としても利用されているが、それ以外の場合は、クリケットボール、ゴルフボール、ラクロスボール、水球ボールと同じように、スポーツの名前＋ボールの形で呼ばれる。

### ゴールポスト
多くのゲームでは、ゴールポストは競技場の両端にあり、水平クロスバーをサポートする2つの垂直ポスト（またはアップライト）がある。サッカー、ホッケー、水球などの一部のゲームでは、クロスバーの下の支柱の間にボールまたはパックを通過させることが目的であるが、ラグビーをベースにしたゲームなどでは、ボールは代わりにクロスバーを通過する必要がある。

### ネット
ネットはテニス、バレーボール、サッカー、バスケットボール、ホッケー、バドミントンに使用される。釣りではさまざまな形の異なるタイプのネットが使用される。

### ラケット
ラケットは、テニス、スカッシュ、バドミントンなどのラケットスポーツに使用。

### ロッドとタックル
釣り竿をはじめとする釣り道具は、主に釣りやスポーツフィッシングに使用。

### スティック、バット、クラブ
スティックはホッケーやラクロスなどのスポーツに使用される。バットは野球やクリケットなどのスポーツに、クラブは主にゴルフで使用されている（ゴルフクラブ）。

### ウィケットとベース
クリケットにはウィケット、折り目、ボールが使用され、野球にはベースが使用される。

## プレイヤー器具

### 履物
スポーツ用の靴は次のとおり。
- サーフィン、スケートボーディング、ウェイクボード、スノーボード用ボード
- ローラースケート、ローラーブレード、アイススケートなどのスポーツ用スケート
- スキー用スキーや水上スキー
- サッカーブーツ（スパイク）
- クリケットスパイク
- ゴルフシューズ
- スパイクシューズ
- CheetahFlex Footランニングブレードなどの義肢
- ランニングシューズ
- ウォーキングシューズ
- マウンテンバイク用のフラットペダルシューズとクリップレスシューズ

### 保護具

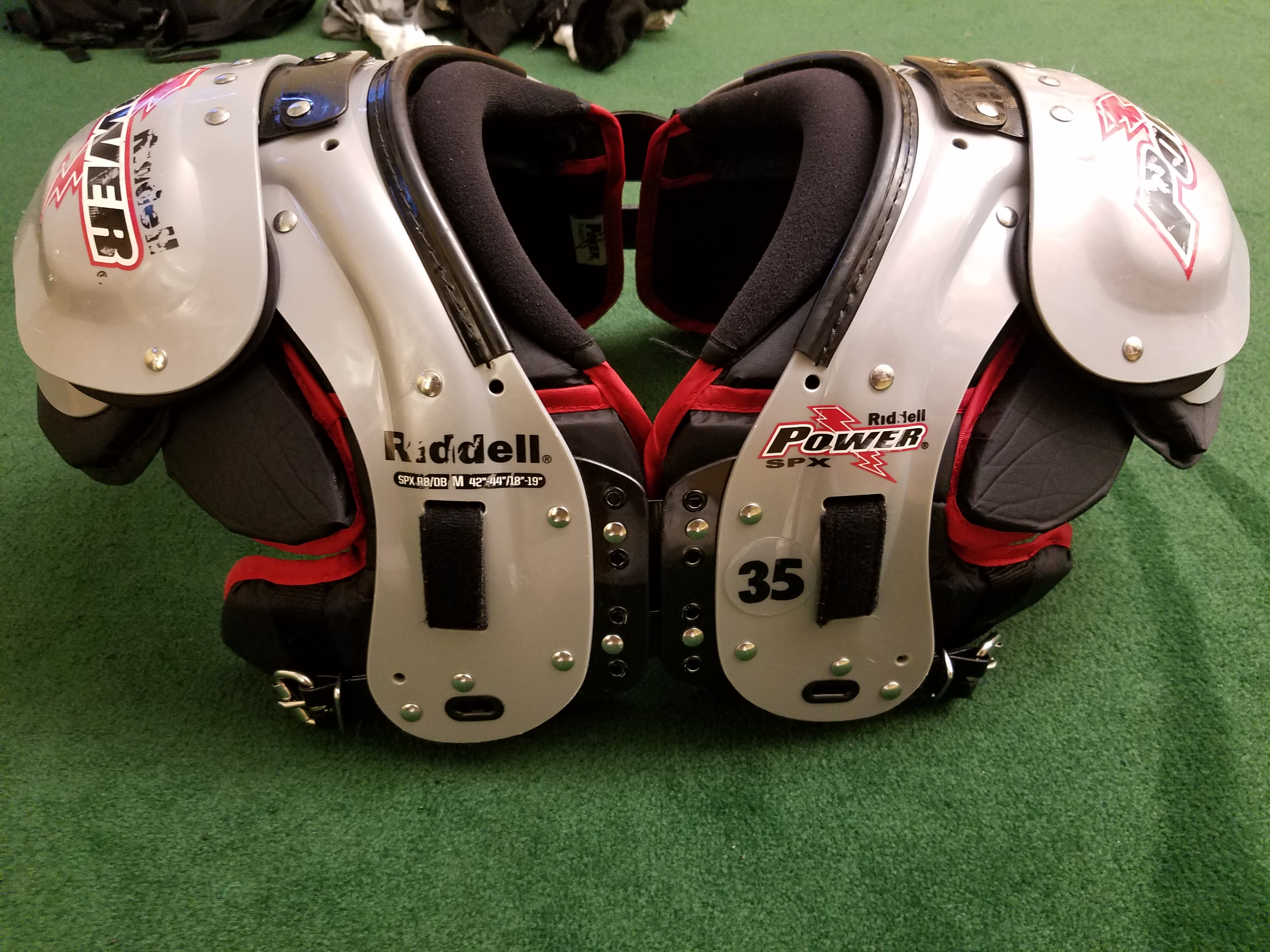
グリッドアイアンフットボールとアイスホッケーで使用されるショルダーパッド

保護具は、アイスホッケーやアメリカンフットボールなどのモータースポーツやコンタクトスポーツを含むスポーツや、プレーヤーや他の物体の衝突による怪我の危険性があるスポーツでよく着用される。
保護具の例は以下のとおり：
- フットボール用ヘルメット
- ジョックストラップ
- マウスガード
- シンパッド
- スキースーツ
- 肘パッド
- 肩パッド
- 自転車用ヘルメット
- スポーツグローブ

### トレーニング機器
トレーニング機器の例としては、スイスボール、ウェイト、懸垂バー、ジム用機器などがある。また、ウェイトトレーニングやパワーリフティング用のウェイトリフティングベルトやベンチシャツなどの保護具がある。

### 特別なスポーツ用品
特別なスポーツ用品は、アスリートがニーズや欲求に応じて通常着用する装備。
- スポーツブランチの特別な機器：
  - サッカー：
    - フットボールのレギンス：主に冬に使用されるフットボールのレギンス。冬のウォームアップトレーニング後の寒さによる体の冷えや怪我を防ぐために使用される。
    - フットボールキャプテンテープ：フットボールキャプテンの腕章テープは、必須（必要）。サッカーのキャプテンはコーチによって選ばれます。提供されるアクセサリーはキャプテンが着用する必要がある。
    - フットボールレガース：フットボールのレガースは、フットボール選手が特定の希望に応じて着用する特別な装備。
    - フットボールブレスレット：フットボールブレスレットは、特別なニーズのある装備であり、プレーヤーは自分の希望に応じて家族や愛する人の名前を書きいれている。
    - フットボールのフットバンド：フットボールのフットバンド。アイゼンとつま先の間の足首部分でフットボール選手が着用し、必要または楽しみのために着用。

  - バレーボール：
    - バレーボールリストバンド：バレーボールリストバンドは、主にバレーボールプレーヤーによって使用。バレーボール選手は、手を握りやすくするために使用。
    - バレーボールニーパッド：バレーボールニーパッドは、バレーボールプレーヤーが走り高跳び、横ジャンプ、地面に倒れたときに膝を保護するために使用する。
    - バレーボールレッグパッド：バレーボールレッグパッド。バレーボールプレーヤーが安全にプレーできるようにする。

  - バスケットボール：
    - バスケットボールの腕章：バスケットボールの腕章は、バスケットボール選手が好みやニーズに応じて使用する。
    - バスケットボールのヘッドバンド：バスケットボールのヘッドバンドは、バスケットボール選手が自分の希望や好みに応じて着用するので、必須ではない。
    - バスケットボールハンドバンド：バスケットボールハンドバンドは、バスケットボールプレーヤーが手を保護し、ボールをより快適に握るためのもので、必須ではない。
    - バスケットボールブレスレット：バスケットボールブレスレットは、一般的にバスケットボール選手がアクセサリーとしてのみ使用する。

  - テニス：
    - テニスアームバンド：テニスプレーヤーが着用する必須のアクセサリー。
    - テニスヘアバンド：テニスヘッドバンドは、アスリートが自分の色や好みに合わせて使用するアクセサリー。
    - テニスハット：テニスハットはテニスアスリートがよく使用する。アクセサリーとして使用。

## その他

### のりもの
のりもの（特殊な場合もある）は、モータースポーツ、サイクリング、航空、セーリング、熱気球などの一部のスポーツで使用。
フラットベッドを備えた小型車両や担架は、負傷したアスリートをフィールドから運ぶためによく使用される。最も一般的なのはアメリカンフットボール。

## さまざまなスポーツ
- Category:スポーツ器具 (いろいろなスポーツ)
- Association football clothing and equipment（サッカー）
- Baseball clothing and equipment（野球）
- Climbing equipment
- Cricket clothing and equipment（クリケット）
- Golf equipment（ゴルフ）
- Gridiron football equipment
- Ice hockey equipment（アイスホッケー）
- Rugby shirt（ラグビー）
- Snowboarding equipment（スノーボード）
- Triathlon equipment（トライアスロン）

## スポーツの歴史と発展
歴史的に、多くのスポーツ選手は、時間をかけて独自のスポーツ用品を開発してきた。たとえば、フットボールは、紀元前225年から西暦220年までの古代中国にまでさかのぼりサッカーは21世紀でも最も人気のあるスポーツであるため、ボールの素材は何世紀にもわたって完全に変化しました。動物の皮で作られることから、ポリエステルや綿の多層で裏打ちされることまで。
スポーツ用品業界が向上するにつれて、アスリートのパフォーマンスも向上。これは、機器がより効率的で、より軽く、より強力であり、アスリートと相互作用する生体力学的システムを形成しているという事実によるものである。
ウェアラブルの大規模な採用以来、新しいスポーツ用品は電子機器であり、データパフォーマンスを提供するために接続される傾向がある。